# Leopoldo Petry
Leopoldo Petry (São Leopoldo, 15 de julho de 1882 — ?, 29 de novembro de 1966) foi um político, escritor e jornalista brasileiro.
Filho do agrimensor alemão Pedro Petry e de Bárbara Lorscheitter, natural de São José do Hortêncio, foi um dos fundadores do jornal O 5 de Abril e autor do livro O Município de Novo Hamburgo.
Foi nomeado em 1917 secretário da Intendência Municipal de São Leopoldo, permanecendo até 1923. Depois coletor estadual de Novo Hamburgo até 1927. Junto com Jacob Kroeff e Pedro Adams Filho foi um dos líderes do movimento que emancipou Novo Hamburgo de São Leopoldo.
Iniciou, neste mesmo ano, sua carreira política ao ser eleito primeiro intendente da cidade de Novo Hamburgo, cargo que manteve até 1930, quando foi preso por alguns dias por não aderir à Frente Única Gaúcha, muito forte na região.
Na década de 1950, exerceu o cargo de vereador de Novo Hamburgo.
Foi presidente da comissão executiva do Partido Republicano Riograndense.